# Dienst Internationale Politiesamenwerking
De Dienst Internationale Politiesamenwerking (DINPOL) van het KLPD was gevestigd in Zoetermeer in het gebouw van de voormalige Centrale Recherche Informatiedienst (C.R.I.) waar ook de Dienst Nationale Recherche Informatie (DNRI) was gevestigd. In 2008 zijn de DINPOL en de DNRI samengevoegd tot de Dienst IPOL.
De DINPOL verzorgde de internationale politiesamenwerking in brede zin voor de Nederlandse politie. DINPOL bestond sinds juli 2006 uit de voormalige Dienst Internationale Netwerken (DIN) van het KLPD en het Nederlands Centrum voor Internationale Politiesamenwerking (NCIPS). NCIPS, een samenwerkingsverband tussen het Ministerie van Binnenlandse Zaken en Koninkrijksrelaties, Ministerie van Justitie en de gezamenlijke politieorganisaties, was daarvoor beheersmatig ondergebracht bij het Nederlands Politie Instituut.
Binnen de DINPOL zijn onder andere georganiseerd:
- de Nederlandse vestiging van Interpol, internationaal bekend als het 'NCB The Hague',
- de Nederlandse Europol Nationale Unit,
- het bureau SIRENE en daarmee het nationale deel van het  Schengen Informatie Systeem (SIS).

Verder is de dienst het coördinatiepunt voor de liaison officers die door de Nationale Politie in het buitenland ( in: Colombia, Frankrijk, Italië, Marokko, de Nederlandse Antillen, Polen, Roemenië, Rusland, Spanje, Thailand, China, Indonesië, Turkije, Servië en Montenegro, Venezuela, Australië en de Verenigde Staten) zijn gestationeerd, en voor buitenlandse politie liaisons gestationeerd in Nederland. De Nederlandse liaison officers werken in het land waar zij zijn gestationeerd vanuit de Nederlandse ambassade of vanuit een consulaat. Zij onderhouden voor de Nederlandse politie een informatienetwerk in dat land en vaak een aantal omringende landen.